# 보브르강

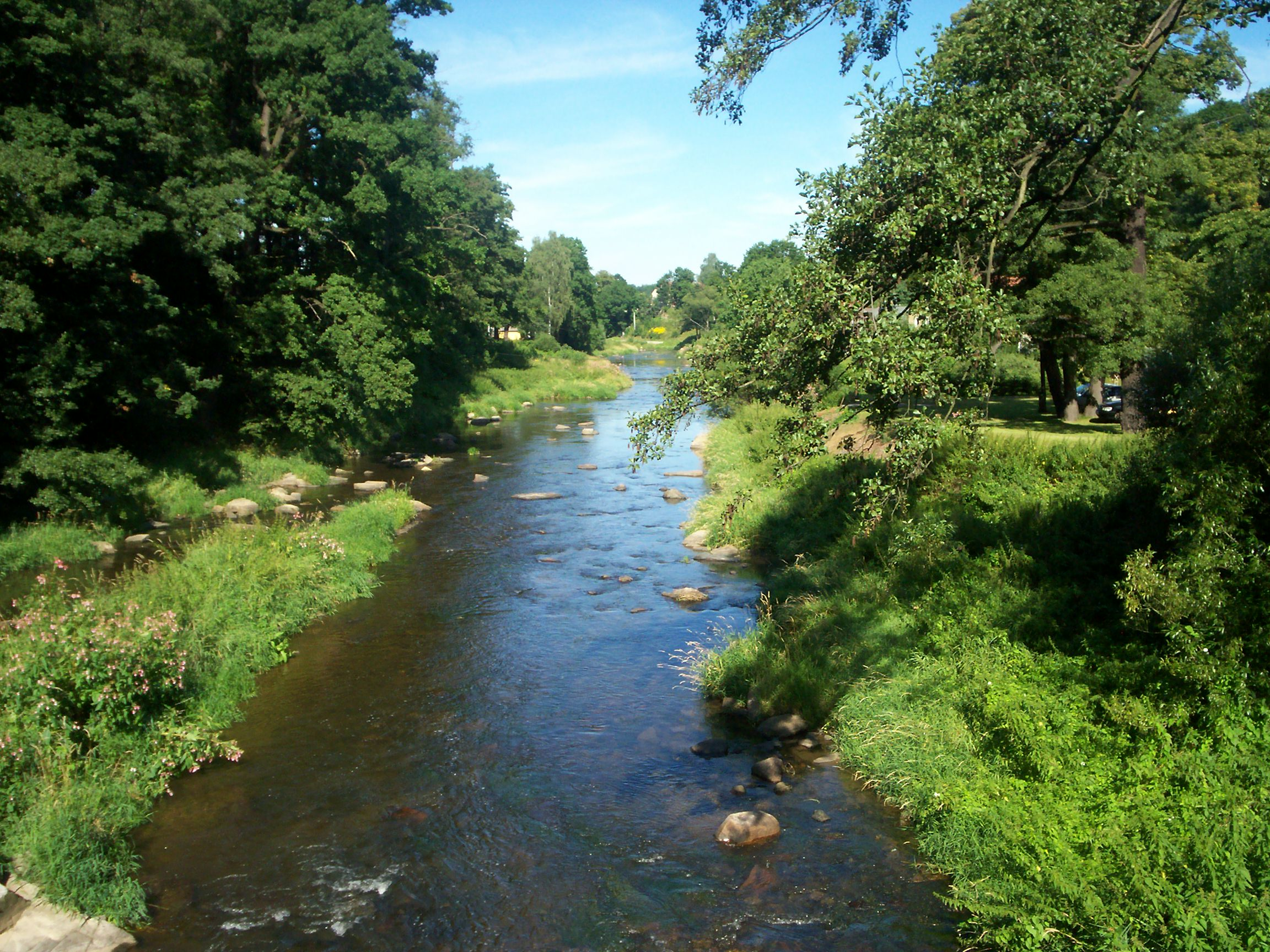
야노비체비엘키에 근처의 보브르강

보브르강(체코어: Bobr, 폴란드어: Bóbr)은 체코 북부와 폴란드 남서부를 흐르는 강이다. 오데르강의 왼쪽 지류다.